# Бес е Сент Анастез
Бес е Сент Анастез (фр. Besse-et-Saint-Anastaise) је насељено место у Француској у региону Оверња, у департману Пиј де Дом.
По подацима из 2011. године у општини је живело 1487 становника, а густина насељености је износила 20,54 становника/km².

## Демографија
| 1962. | 1968. | 1975. | 1982. | 1990. | 1999. | 2011. |
| ----- | ----- | ----- | ----- | ----- | ----- | ----- |
| 1.308 | 1.530 | 1.767 | 1.763 | 1.799 | 1.799 | 1.487 |